# Veladero (mina)

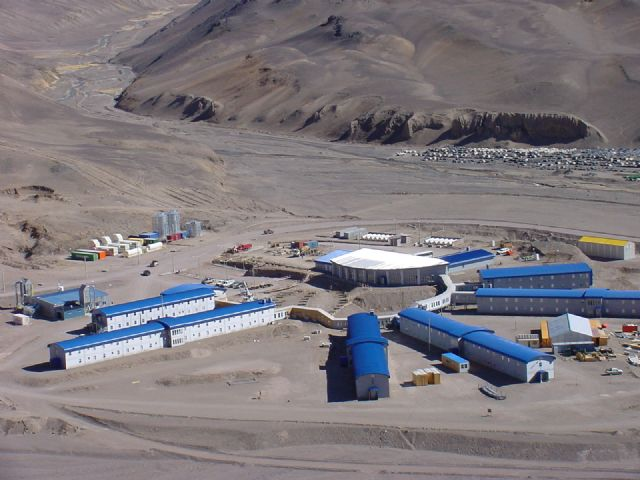
Campamento Mina Veladero, Departamento Iglesia, Provincia de San Juan.

Veladero es una mina, ubicada en el departamento Iglesia, provincia de San Juan, Argentina. Se sitúa aproximadamente a 350 kilómetros al noroeste de la ciudad de San Juan y a una altitud de entre 4.000 y 4.850 m s. n. m. en la Cordillera de los Andes.
Veladero es una mina con diseño a cielo abierto, donde se extraen minerales de oro y  plata. Cuenta con reservas de 11,4 millones de onzas  y con una vida útil estimada de 14 años. Comenzó a producir en septiembre de 2005.
La mina es propiedad de la empresa canadiense Barrick Gold, a través de su filial Barrick Argentina.

## Desarrollo del proyecto

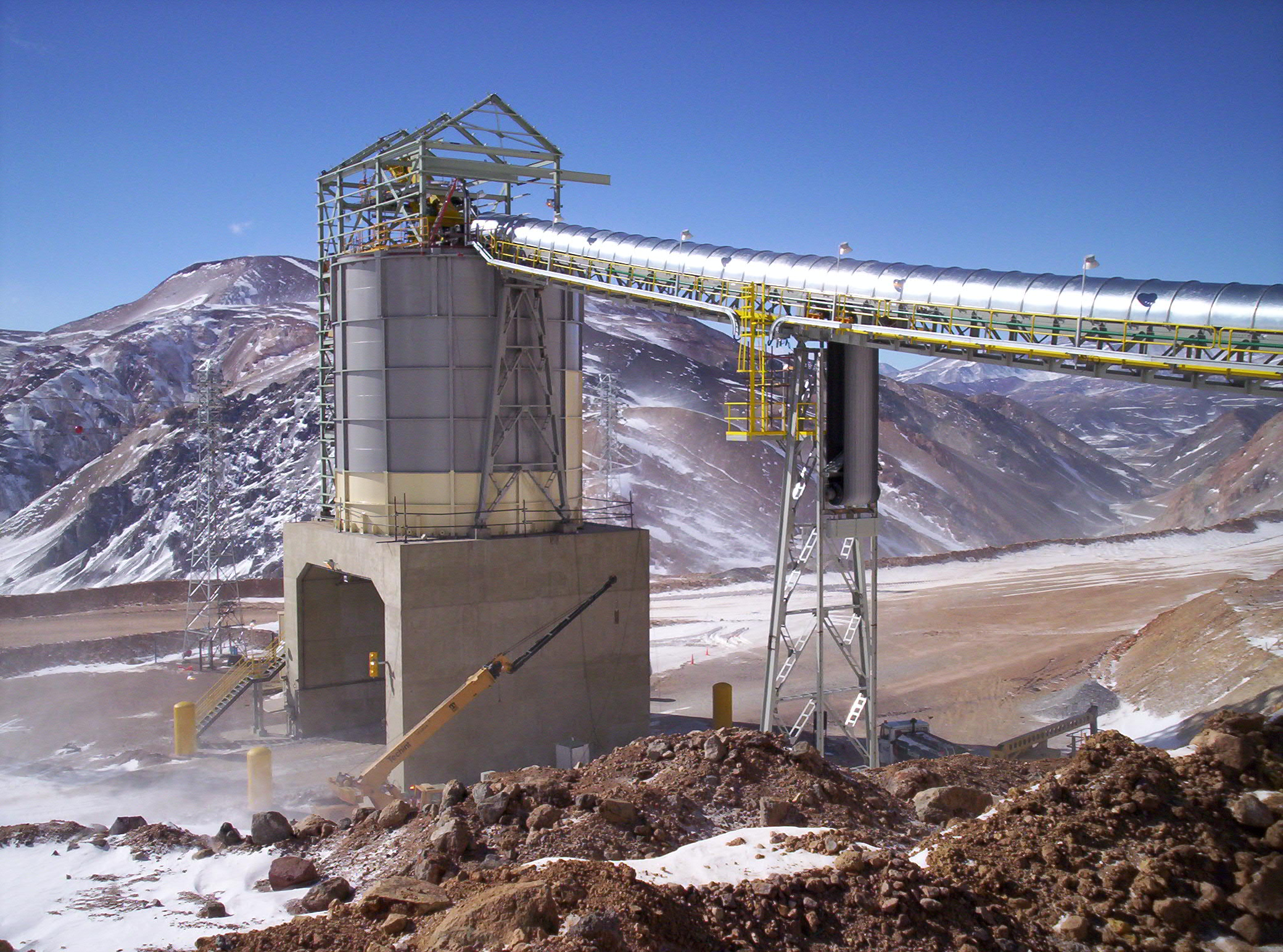
Instalación destinada a la trituración de minerales en Veladero.

Hacia finales de la década de 1980, algunos expertos sugerían la correspondencia geológica de la zona del Valle del Cura, en San Juan, con el área entonces en explotación de la mina El Indio, en Chile.
En 1994, la empresa Minera Argentina Gold SA, también conocida como MAGSA, subsidiaria de Barrick Gold, inició los trabajos de exploración, concentrándose en un área de casi 10km², en el cerro Pelado, donde previamente se habían detectado  anomalías que permitían inferir la presencia de un yacimiento importante, llegándose con el programa de sondeo a unos 30 000 m perforados a finales de 1999.
Estos trabajos de sondeo obtuvieron resultados alentadores, identificándose el llamado Filo Federico y el Filo Amable, complementados poco después con el hallazgo del área llamada Cuatro Esquinas. El análisis del material obtenido indicó la presencia de un promedio de 2 g/ton de oro entre la superficie y los 90 metros de perforación y 2.7 g/ton de oro promedio entre los 90 y los 168 metros. Otro objetivo analizado dio como resultado la presencia de un promedio de 3.67 g/ton de oro y 47.71 g/ton de plata entre los 43 y los 255 metros de profundidad.
Los resultados de estas y posteriores campañas de exploración permitieron en el año 2003 informar acerca de reservas 11,1 millones de onzas de oro y 169 millones de onzas de plata.
En el año 2003 Barrick Gold obtuvo la aprobación de Estudio de Impacto Ambiental de Veladero e inició los trabajos de construcción. En octubre de 2005, Veladero inició su etapa de explotación.
El método de explotación es el típico de la minería a cielo abierto, que comienza con la extracción de grandes volúmenes mediante explosivos, su transporte hacia una planta que tritura el material hasta obtener un producto que es enviado al proceso de lixiviación.
En 2018 se cumplieron 10 años de la instalación del generador eólico de Veladero. A 4100 m.s.n.m, tiene el récord Guinness del aerogenerador a mayor altitud del mundo. Este modelo fue especialmente construido para resistir la condiciones extremas de la cordillera.

## Críticas y conflictos
La mina es objeto de una controversia en la opinión pública de la región y del país. El proyecto ha sido criticado en varias ocasiones por la contaminación del medio ambiente, pero también por el excesivo consumo de agua y la gran cantidad de espacio utilizado para su desarrollo.
Su emplazamiento de alta montaña y con afectación de glaciares implica un riesgo potencial innegable por cuanto esa ubicación coincide con las fuentes de agua potable del valle inferior.
Un fuerte argumento en contra del proyecto se basa en que se encuentra incluido en su totalidad en la Reserva de la biosfera San Guillermo. En septiembre de 2013, el entonces responsable de comunicación de la empresa ratificó tal información. Sin embargo, afirmó la compatibilidad de la legislación que rige a la reserva con las actividades mineras. La organización Greenpeace inició una campaña de concientización, a fin de dar a conocer los riesgos derivados de la continuidad de la explotación minera.

### Masivo derrumbe de escombrera en la mina
Un informe publicado el 20 de octubre de 2011 por el glaciólogo argentino Juan Pablo Milana de la Universidad Nacional de San Juan, Argentina, reveló que la mina de la empresa Barrick Gold sufrió un masivo derrumbe de una de las escombreras que contiene material rocoso producto de los procesos de extracción de oro. Las imágenes incluidas en el informe recientemente publicado por el geólogo y glaciólogo, revelan que en el año 2008, Barrick Gold ocultó del conocimiento público el colapso de una enorme escombrera de su mina Veladero. Esta escombrera se encontraba a corta distancia y a una altura superior del valle de lixiviación, por lo que su derrumbe podía causar daños de consecuencias imprevisibles en estructuras protectoras construidas para aislar los elementos contaminados y evitar la contaminación de los cursos de agua.

El geólogo comparó imágenes de 2005, 2007 y 2008 del lugar del derrumbe  y demostró que en algún momento entre 2007 y 2008 existió un derrumbe masivo de esta pila de desechos detríticos. El autor del informe señaló que el derrumbe «habla muy mal de la ingeniería aplicada en la Mina Veladero».
Las características del suelo, el tipo de material acumulado y los cambios de clima y precipitaciones pueden provocar eventuales deslizamientos de taludes en cualquier proyecto que contemple movimientos de terreno. En el caso particular de Veladero, el material desechado de los movimientos de suelo o aquel que se utilizará más tarde (sometido o no a procesos de clasificación) se acopia en zonas previamente analizadas por geología, llamadas botaderos. Dichas zonas se ubican de tal manera que un eventual desplazamiento no provoque incidente alguno y se encuentran bajo el control de expertos que puedan determinar su ciclo de vida útil y los límites del acopio. Con respecto al material acopiado en ningún caso se trata de material tóxico sino es simplemente material de extracción con las características propias de los cerros de la zona. El material lixiviado se encuentra exclusivamente en el valle de lixiviación y quedará allí contenido por el tiempo de vida de la mina, al final de la cual recibirá un tratamiento especial requerido por las autoridades medioambientales.

### Derrames de solución cianurada
Septiembre de 2015

A mitad de septiembre de 2015 en la mina Veladero, en la provincia de San Juan, se produjo la rotura de una válvula de una tubería provocando la fuga de un líquido con contenido de cianuro. A partir del momento del incidente, se dio a conocer información contradictoria o incompleta, lo que dio lugar a tensión social y potenció el conflicto.
- El 13 septiembre se detectó la rotura de una válvula en un conducto de solución cianurada. La comunidad de Jáchal y otras pequeñas comunidades cercanas tuvieron conocimiento del incidente de modo informal, por medio de intercambio de mensajes entre empleados de la mina y pobladores. El último control previo se había efectuado 16 horas antes del hallazgo.[14]
- El 14 de septiembre la empresa emitió su primer comunicado oficial admitiendo el incidente. Desde el área responsable del gobierno de la provincia, se informó que el incidente no producía ningún tipo de riesgo a la población.[15]
- El 15 de septiembre el Gobierno de San Juan emitió un breve comunicado solicitando a los pobladores de las cercanías de la mina que evitaran o redujeran el consumo de agua.[16]
- El 16 de septiembre la empresa entrega un informe a la Secretaría de Minería describiendo el incidente y admitiendo un derrame que “alcanzaría a 224m³”, es decir 224.000 litros.[17]
- El 27 de septiembre de 2015 las estimaciones del derrame alcanzaron valores superiores, hasta 1.000.000 de litros o incluso, según algunas versiones hasta 3.800.000 de litros, tomando en consideración las horas transcurridas antes de la detección de la fuga.[18] Un año antes en Veladero se había realizado un acto en el cual se premiaron acciones vinculadas a la seguridad y la comunicación[19] y sólo cuatro meses antes del derrame, el personal de Veladero recibió una distinción por ser la mina más segura de todas las explotaciones de Barrick en el mundo.[20]
- El 23 de febrero de 2016 un informe dado a conocer por la fiscalía federal a cargo de la investigación, daba cuenta de evidencias de contaminación en cinco ríos de San Juan: Potrerillos, Jachal, Blanco, Palca y Las Taguas.[21]
- El 12 de abril de 2016 un experto convocado especialmente para el estudio del caso informó ante el Senado de la Nación que "Todos los ríos de la zona nacen donde la mina Veladero está trabajando: ambiente periglaciar", lo que implica una violación a la ley de protección de glaciares. En su exposición, el experto señaló las dificultades en el desarrollo de su investigación, producto de la falta de información actualizada y confiable en cuanto a mediciones ambientales y de las limitaciones para acceder a la observación de los lugares afectados.[22]
- En abril de 2018, como producto de la investigación judicial, se dio a conocer que el derrame de solución cianurada alcanzó un volumen de 1 072 000 litros y afectó el cauce de seis ríos.[23]

Septiembre de 2016

En septiembre de 2016, casi exactamente un año después del calificado como el «mayor desastre minero de la historia argentina», se produjo un nuevo derrame en la mina Veladero. 
- El accidente se produjo el 8 de septiembre dentro del valle de lixiviación.
- El 12 de septiembre, en un breve comunicado difundido por la empresa, se informó acerca del desacople de una tubería en la que fluía "solución de proceso", —en referencia a la solución cianurada que forma parte del proceso de lixiviación— producido por el impacto de un bloque de hielo. En dicho comunicado la empresa afirmaba que «No hubo contacto con ningún curso de agua ni con canales de desvío».[25] Conocido el hecho, el gobernador de la provincia ordenó la suspensión de las actividades de la mina y el inicio de las tareas de inspección.[26]
- El 15 de septiembre luego de una inspección en la que se comprobó que la solución cianurada había salido del valle de lixiviación, y teniendo en cuenta la reiteración de este tipo de eventos, las autoridades de minería provinciales ordenan la suspensión de actividades. En el documento se indica que la empresa está obligada a cumplir con la totalidad de sus compromisos con sus trabajadores y a realizar obras en las instalaciones afectadas.[27]
- Un segundo comunicado de la empresa inmediatamente posterior a la inspección informó que «una limitada cantidad de la solución circulante salió del valle de lixiviación. La solución se mantuvo alejada de los canales de desvío y cursos de agua».[28]
- El 20 de septiembre la Corte Suprema de Justicia de la Nación en respuesta a una demanda cuyo objeto era «obtener certeza acerca de la legalidad de las autorizaciones para explotar los proyectos mineros» de Veladero, Pascua Lama, Gualcamayo y Casposo, resolvió requerir a la provincia de San Juan que informe acerca de las acciones desarrolladas luego de los derrames en Veladero, específicamente aquellas que refieran a las comunicaciones a la población potencialmente afectada.[29]

Marzo de 2017

El 28 de marzo de 2017, se produjo un nuevo incidente, que según los informes de la empresa se debió al "desacople de cañerías" y “no afectó a personas ni cursos de agua y fue contenido por personal de la empresa”. Dos días después el gobierno provincial dispuso la suspensión de actividades en la mina.